# Ділянка хори на Виноградному мисі

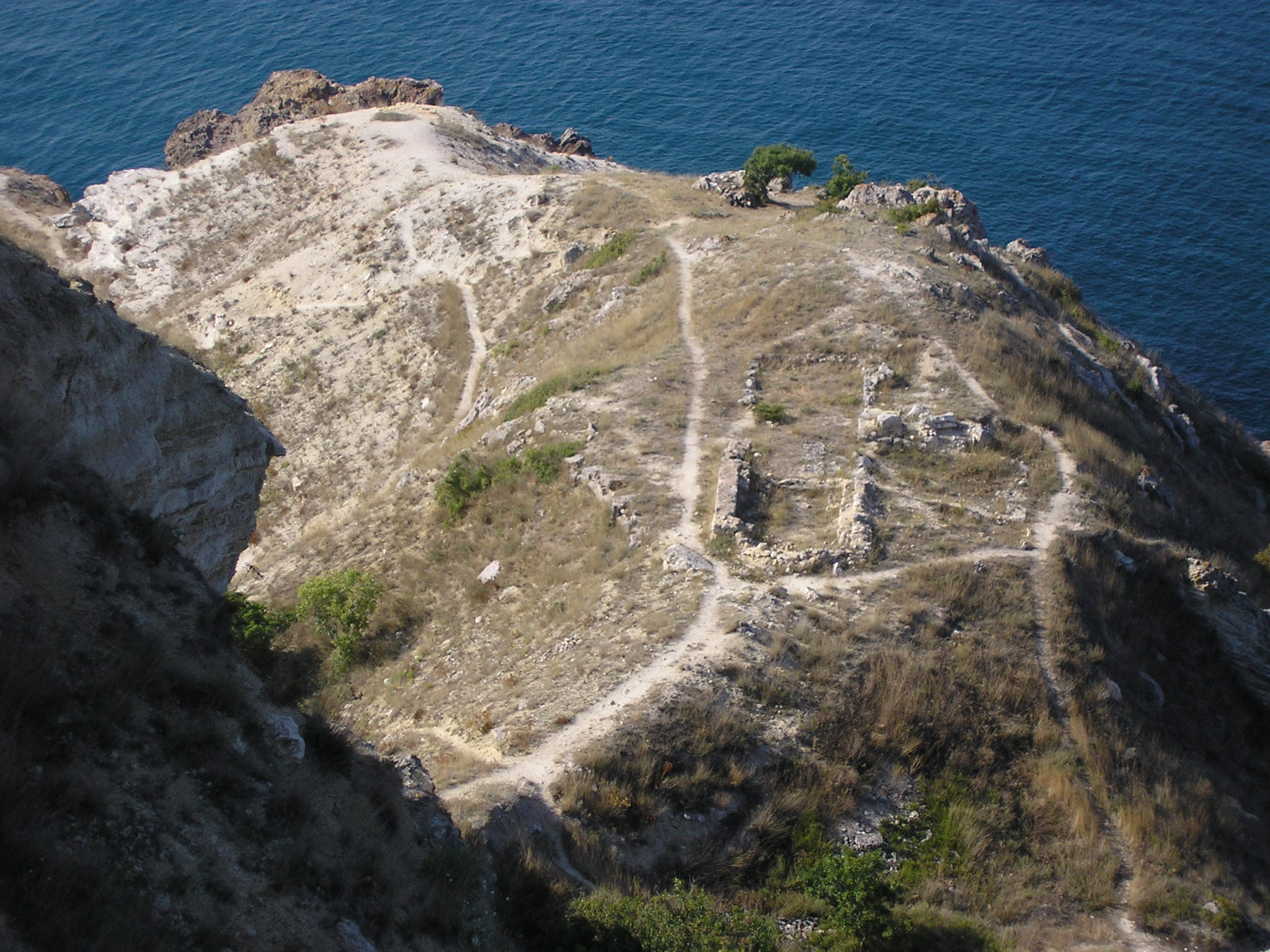
Фундаменти невідомих споруд на Виноградному мисі

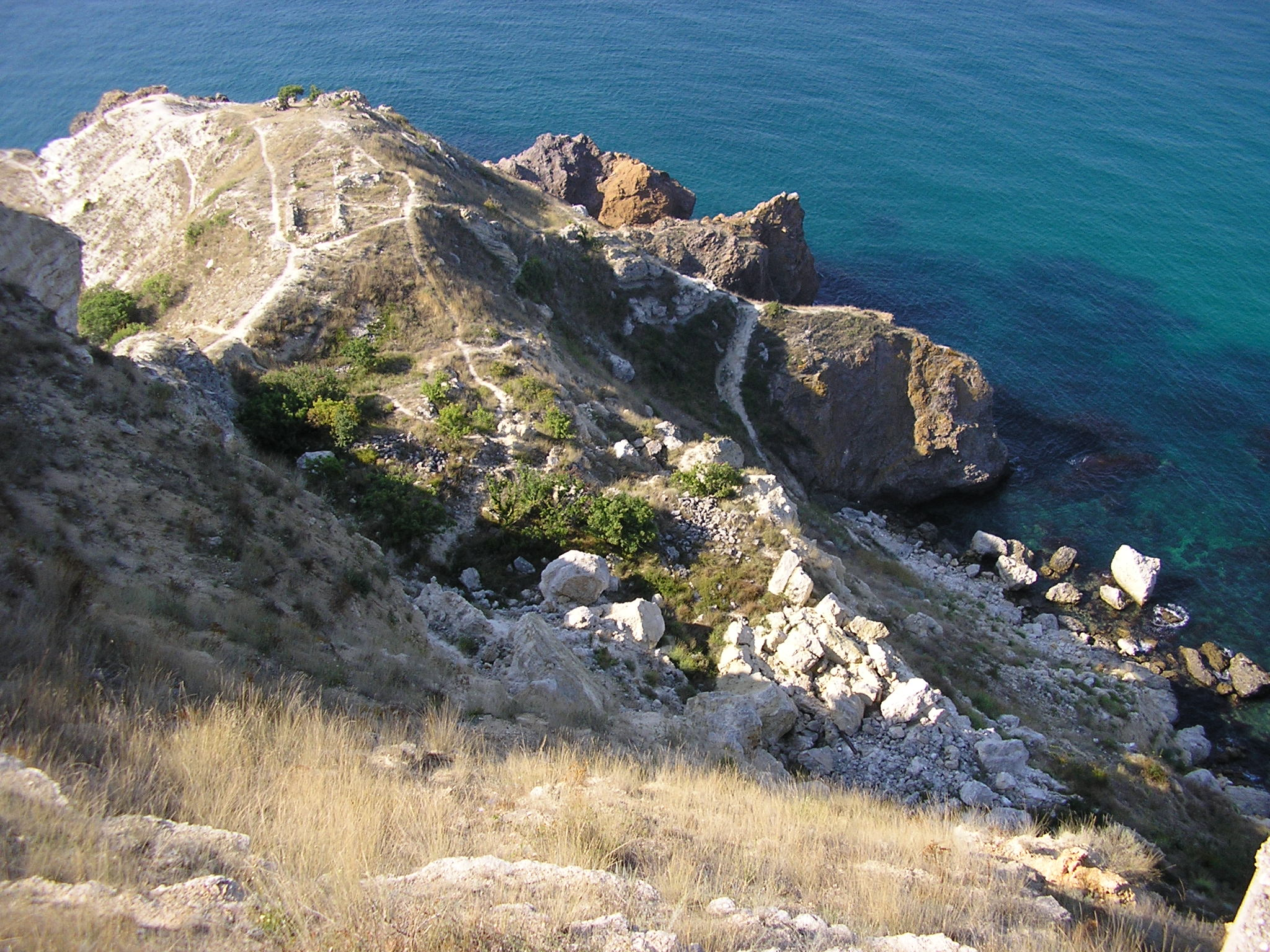

Ділянка хори на Виноградному мисі — заповідна територія в межах об'єкта світової спадщини ЮНЕСКО «Стародавнє місто Херсонес Таврійський та його хора», частина античного архітектурно-технологічного ансамблю.
Територія заповідної ділянки площею понад 8 га розташована в південно-західній частині Гераклейського півострова, безпосередньо примикає до морського узбережжя. До меж ділянки входить скельна берегова круча з широкою терасою і виступом мису, з якого відкриваються мальовничі краєвиди.
На пасмі скелі оголюються кам'яні конструкції та культурні нашарування двох античних земельних ділянок № 312 і 313, частково зруйнованих береговою ерозією.
Нижче в скелі фіксується два-три яруси печерних споруд середньовічного печерного монастиря. Протягом археологічних досліджень тут було розчищено залишки печерної церкви, житлових і господарських приміщень, агіасми, а також поховальна крипта з гробницями. Археологічні знахідки з поховань дозволяють стверджувати, що монастир існував (з перервами) протягом довгого періоду, від VI—VII до XIV—XV ст. н. е.
Крім печерних споруд, до складу монастирського комплексу входила наземна церква XII—XIII ст., руїни якої були розкопані на вершині мису (що раніше мав назву Церковний). До церкви примикав комплекс житлових і господарських приміщень з внутрішнім критим двором. Перспективною для подальших розкопок представляється територія тераси із слідами стародавніх виноградників і виходами джерел прісної води. Ймовірно, тут слід очікувати знахідок, пов'язаних з виноробством античного і середньовічного періодів.
На початок весни 2014 року залишки наземної церкви законсервовано, розкопані протягом 2012—2014 років печерні споруди вимагали термінової музеєфікації. Ділянка є одним з найбільш мальовничих місць на Гераклейському півострові.